# 이집트 제31왕조
이집트 제31왕조는 아케메네스 제국의 이집트 2차 점령기이다. 1차 점령기와는 달리 통치 기간은 10여 년에 불과하였으며 1차 점령기 시절의 관용과 포옹이 아닌 종교와 문화를 잔학하게 탄압했기 때문에 이집트 각지에서 반란이 일어났다. 아르타크세르크세스 3세가 이집트를 점령한 지 5년만에 독살당했고, 그의 아들 아르타크세르크세스 4세 역시 2년 만에 살해당했으며, 제국을 안정시킨 다리우스 3세는 알렉산드로스 대왕에 쫓겨 부하에게 살해당하면서 제국이 멸망했기 때문이다.

## 역대 파라오
- 아르타크세르크세스 3세(기원전 343년 ~ 기원전 338년)
- 아르타크세르크세스 4세(기원전 338년 ~ 기원전 336년)
- 다리우스 3세(기원전 336년 ~ 기원전 332년)

## 같이 보기
- 이집트 제27왕조